# Otontepec
Otontepec är en ort i Mexiko.   Den ligger i kommunen Tulancingo de Bravo och delstaten Hidalgo, i den sydöstra delen av landet, 120 km nordost om huvudstaden Mexico City. Otontepec ligger 2 174 meter över havet och antalet invånare är 113.
Terrängen runt Otontepec är platt åt nordväst, men åt sydost är den kuperad. Runt Otontepec är det tätbefolkat, med 530 invånare per kvadratkilometer. Närmaste större samhälle är Tulancingo, 12,3 km sydväst om Otontepec. Omgivningarna runt Otontepec är en mosaik av jordbruksmark och naturlig växtlighet.